# Loïs Diony
Loïs Diony (* 20. Dezember 1992 in Mont-de-Marsan) ist ein französischer Fußballspieler, der seit September 2020 beim heimischen SCO Angers unter Vertrag steht und momentan an Bandırmaspor in die Türkei verliehen ist.

## Karriere
Loïs Diony begann seine Karriere bei den Vereinen Stade Montois sowie Girondins Bordeaux, wo er in dessen Reservemannschaft 2010 debütierte. Im Jahr 2011 wechselte er zur zweiten Mannschaft des FC Nantes und absolvierte in seinen zwei Jahren dort auch ein Spiel für die erste Mannschaft. Nach einem kurzen einjährigen Zwischenstopp bei Stade Montois, wechselte er 2014 zum FCO Dijon. Nach drei Jahren in Dijon, in denen er unter anderem mit seiner Mannschaft in die erste Liga aufstieg, wechselte er im Sommer 2017 für zehn Millionen Euro zum AS Saint-Étienne. Für die Rückrunde 2017/18 schloss sich Diony auf Leihbasis Bristol City an. Insgesamt bestritt Diony für Saint-Étienne 58 Ligaspiele mit sieben Toren, sechs Pokalspiele mit zwei Toren und ein Europa-League-Spiel.
Mitte September 2020 wechselte er zum Ligakonkurrenten SCO Angers und unterschrieb dort zunächst einen Vertrag mit einer Laufzeit von drei Jahren. Nach einer Saison in Angers wurde er im Sommer 2021 für ein Jahr an den FK Roter Stern Belgrad ausgeliehen. Beim serbischen Erstligisten schoss er in acht Ligaspielen einen Treffer, gewann dort die nationale Meisterschaft und kam zu vier weiteren Partien in der UEFA Europa League. In der Spielzeit 2023/24 hatte Diony dann mit 15 Treffern einen großen Anteil am sofortigen Wiederaufstieg in die Ligue 1. Doch anschließend kam der Stürmer nicht mehr zum Zug und wurde in die fünftklassige Reservemannschaft beordert. Im Februar 2025 folgte dann ein Leihe zum türkischen Zweitligisten Bandırmaspor.

## Erfolge
- Serbischer Meister: 2022